# Collonges-la-Rouge
Collonges-la-Rouge település Franciaországban, Corrèze megyében. Lakosainak száma 478 fő (2022. január 1.). Collonges-la-Rouge Chauffour-sur-Vell, Lagleygeolle, Ligneyrac, Meyssac, Noailhac és Saillac községekkel határos.

## Népesség
A település népességének változása:
| Lakosok száma | 375  | 379  | 381  | 450  | 485  | 491  | 486  | 483  | 483  | 478  |
|               | 1968 | 1982 | 1990 | 2006 | 2013 | 2015 | 2017 | 2019 | 2020 | 2022 |